# Entraves au developpement socio-economique d'Haiti
 (mars 2016).
- Si vous ne connaissez pas le sujet, laissez ce bandeau (vous pouvez alors contacter les auteurs).
- Si vous supprimez le contenu mis en cause (vous pouvez préalablement contacter les auteurs),

argumentez précisément cette suppression dans la page de discussion
(un manque de référence n'est pas un argument ; une recherche réelle de référence doit avoir été effectuée, être formellement documentée).
Les Entraves au développement socio-économique d'Haïti tendent à se situer tant au niveau des acteurs externes qu’internes. Les acteurs externes ont pu exercer leur influence généralement avec la connivence des acteurs internes. Ces derniers montrent un niveau de corruption, qui étouffe toute perspective de développement économique,. 

## Introduction
Haïti a eu son indépendance de la France en 1804 à la suite d'une guerre acharnée menée par les esclaves contre cette puissance coloniale. Cette révolution a fait d’Haïti la première République noire indépendante dans les Amériques; ce qui constitue d’ailleurs une source de fierté pour tous les Haïtiens. Cependant, après plus de deux siècles d’indépendance, ce pays a du mal à assurer son développement économique au point qu’il est classé comme étant le plus pauvre des Amériques. En fait, avec un PIB par habitant de 1.846 $ en 2015  (en parité du pouvoir d’achat), il se retrouve au 20e rang parmi les pays les plus pauvres de la planète (le second pays le plus pauvre des Amériques étant le Honduras avec un PIB par habitant de 4.849 $, au 51e rang mondial). 
Il existe deux principaux courants de pensée pour expliquer cette situation de pauvreté chronique en Haïti : un premier qui culpabilise les acteurs externes et un second qui s’en prend aux acteurs internes.

## Les acteurs externes
Le premier courant de pensée, jette le blâme sur les anciennes puissances coloniales ou la communauté internationale, soit parce qu’elles ont implicitement cautionné l’indemnité de 150 millions de francs or imposés par la France en 1825 à la jeune République en reconnaissance de son indépendance et/ou qu’elles ont par la suite continué à exploiter outrancièrement la richesse du pays à leurs seuls avantages. Il faut noter que cette rançon française équivalait à environ 10 fois le PIB annuel d’Haïti. Bien qu’elle a été réduite à 90 millions de francs or plus tard, il est indéniable que le paiement de cette rançon (estimé à environ 17 milliards en $ d’aujourd’hui) a pesé très lourdement sur la capacité du pays à financer son développement.  
En guise d’exemple d’exploitation de la richesse du pays par des étrangers, citons la bauxite de Miragoâne (Sud-Ouest d’Haïti) et la forêt des pins. En 1944, la Reynolds Haitian Mines Inc. obtient le monopole de la bauxite et la concession de l’exploitation de cette mine. Cette compagnie étrangère avait accès à 150.000 hectares de terres, à la suite de l'expropriation de milliers de familles. En l’espace d’environ 40 ans, 13,3 millions de tonnes de bauxite partent vers le Texas, aux États-Unis. La bauxite haïtienne représente près du cinquième de toute la bauxite acquise par la Reynolds de 1959 à 1982. Le gouvernement haïtien empoche d’abord 90 cents US, puis 1.29 dollar us par tonne métrique. Les redevances montaient une fois de plus, à la suite de la formation de l'International Bauxite Association (IBA) en 1974. Mais, au bout de six ans, la Reynolds se retire après avoir extrait une grande partie de la bauxite, à la recherche de pays moins exigeants en redevances. Durant ses quatre décennies en Haïti, la Reynolds n’a construit que 13 kilomètres de route et embauché qu’environ 300 personnes.
La forêt des pins, au sud de Port-au-Prince (la plus grande forêt haïtienne) a été dévastée au début des années 1960 pour le compte d’une société américaine qui fabriquait de l’huile de résine destinée à l’aéronautique.

## Les acteurs internes
Le second courant de pensée, tend à blâmer les acteurs internes puisque les acteurs externes ne pourraient pas mettre en œuvre leurs forfaits sans la coopération ou la complicité des acteurs internes. Cet argument est de taille si l'on se fie aux travaux de recherche de Angus Deaton, lauréat du prix Nobel d'économie de 2015. Cependant, il n'est pas valide pour l’imposition de la dette de l’indépendance. Puisque toutes les grandes puissances d’alors appuyaient implicitement la France en boycottant la jeune République, le gouvernement de Boyer n’avait pas le choix que de se plier à cette demande pour pouvoir échanger avec l’extérieur. Cette demande constituait en fait une extorsion puisqu’elle était faite sous menace d’intervention militaire en cas d’échec des négociations (avec des bateaux de guerre français dans la rade de Port-au-Prince). .
La situation est différente pour ce qu’il s’agit d’autres échanges ou transactions. Par exemple, la société américaine qui fabriquait de l’huile de résine à partir de l’exploitation incontrôlée de la forêt des pins avait comme actionnaires, entre autres l’épouse du dictateur François Duvalier. Ceci est en fait une des nombreuses causes du phénomène de déforestation du pays. Par ailleurs, la très grande partie des montants accordés en dons à Haïti par les pays occidentaux retournent dans ces pays sous forme d’achats d’intrants, d’équipements, de matériels de projets et de salaires d’experts. Le maigre pourcentage restant profite à un petit groupe de nationaux et fait l’objet de corruption. Ce dernier phénomène représente en fait un des problèmes majeurs au développement économique d'Haïti ou de tout autre pays. 
Le fait est que la corruption existe dans tous les pays. Cependant, elle est combattue par un système judiciaire fort dans tous les pays développés et dans la plupart des pays émergents. Ceci n’est pas le cas pour Haïti. Ce pays est classé au 161e rang sur 174 pays dans l’indice de corruption 2014 de Transparency International (sur une échelle de 0 à 100, où 0 se réfère au pays le plus corrompu et 100 au moins corrompu, Haïti a obtenu un 19). L'absence de capacité de l'État produit des États faibles (ceci se traduit par la corruption substantielle et l'inexistence de services et de protection) et génère des pays pauvres.

## Liens Externes
1. Pallage et Lemay-Hébert (2012). Développement endogène et limites de l’aide internationale en Haïti. https://www.academia.edu/2487246/D%C3%A9veloppement_endog%C3%A8ne_et_limites_de_l_aide_internationale_en_Ha%C3%AFti
2. Joseph W.L (2006). La corruption gouvernementale, un frein au développement économique d’Haïti. Université de Montréal. Permalink:  http://hdl.handle.net/1866/324 https://papyrus.bib.umontreal.ca/xmlui/bitstream/handle/1866/324/a1.1g1049.pdf?sequence=1
3. Lahens JR (2014). L'aide internationale à Haïti favorise-t-elle le développement durable? https://www.usherbrooke.ca/environnement/fileadmin/sites/environnement/documents/Essais_2014/Lahens_JR__2014-08-04_.pdf
4. Gouvernement d'Haiti (2001). Programme d’action pour le développement d’Haïti 2001-2010. Voir section 3.2 pour obstacles. http://unctad.org/fr/docs/aconf191cp15hai.fr.pdf